# Luke Roberts (ator)
Luke Roberts (nascido em 05 de outubro de 1977) é um ator inglês, reconhecido por ter interpretado Joseph Byrne na série Holby City, na BBC One.

## Filmografia
| Ano  | Título                                      | Papel             | Notas           |
| ---- | ------------------------------------------- | ----------------- | --------------- |
| 2005 | Ambition                                    | Bruce             |                 |
| 2010 | Pull                                        | Luke              | Curta-metrageam |
| 2011 | Pirates of the Caribbean: On Stranger Tides | Capitão da guarda |                 |
| 2013 | Dracula: The Dark Prince                    | Drácula           |                 |
| 2014 | 300: Rise of an Empire                      | Açougueiro        |                 |

| Ano     | Título             | Papel                | Notas                                        |
| ------- | ------------------ | -------------------- | -------------------------------------------- |
| 2001    | Band of Brothers   | Herbert J. Suerth    | Minissérie; episódio: "Crossroads"           |
| 2003    | Crossroads         | Ryan Samson          | Episódios desconhecidos                      |
| 2004–05 | Mile High          | Capitão Dan Peterson | Elenco principal (série 2); 20 episódios     |
| 2005    | Holby City         | Daniel Fryer         | Episódio: "No Pain, No Gain"                 |
| 2006–11 | Holby City'        | Joseph Byrne         | Elenco principal (série 8–13); 200 episódios |
| 2006    | Uncle Max          | Hunk                 | Episódio: "Uncle Max Goes Bowling"           |
| 2008    | HolbyBlue          | Joseph Byrne         | Série 2, episódio 1                          |
| 2011    | Law & Order: UK    | Tom Hartson          | Episódio: "Fault Lines"                      |
| 2013    | Beauty & the Beast | Connor Servino       | Episódio: "Seeing Red"                       |
| 2013    | Reign              | Simon Westbrook      | 2 episódios                                  |
| 2014    | Taxi Brooklyn      | Rhys Richards        | 5 episódios                                  |
| 2015    | Wolf Hall          | Henry Norris         |                                              |
| 2016    | "Game of Thrones"  | Arthur Dayne         |                                              |
| 2016    | Black Sails        | Woody Rogers         | 3 season                                     |

| Ano  | Título               | Papel         | Notas |
| ---- | -------------------- | ------------- | ----- |
| 2012 | Risen 2: Dark Waters | Herói anônimo | Voz   |